# Campionati del mondo di atletica leggera indoor 2016 - Salto con l'asta femminile
La specialità del salto con l'asta femminile dei Campionati del mondo di atletica leggera indoor 2016 si è svolta il 17 marzo all'Oregon Convention Center di Portland.
Al via si sono presentate 10 delle 12 atlete iscritte: il minimo per qualificarsi alla gara era di 4,71 m.

## Podio
| Pos.    | Atleta             | Nazionalità | Tempo |
| ------- | ------------------ | ----------- | ----- |
| Oro     | Jennifer Suhr      | Stati Uniti | 4,90  |
| Argento | Sandi Morris       | Stati Uniti | 4,85  |
| Bronzo  | Katerina Stefanidi | Grecia      | 4,80  |

## Situazione pre-gara

### Record
Prima di questa competizione, il record del mondo (RM) e il record dei campionati (RC) erano i seguenti.
| Record                | Prestazione | Atleta                    | Data                                  | Competizione  |
| --------------------- | ----------- | ------------------------- | ------------------------------------- | ------------- |
| Record mondiale       | 5,02        | Jennifer Suhr Stati Uniti | 2 marzo 2013 Albuquerque, Stati Uniti |               |
| Record dei campionati | 4,86        | Elena Isinbaeva Russia    | 6 marzo 2004 Budapest, Ungheria       | Mondiali 2004 |

### Campionesse in carica
Le campionesse in carica, a livello mondiale e olimpico, erano:
| Campione        | Atleta              | Prestazione | Data e luogo                | Competizione                     |
| --------------- | ------------------- | ----------- | --------------------------- | -------------------------------- |
| Mondiale indoor | Yarisley Silva Cuba | 4,70        | 9 marzo 2014 Sopot, Polonia | Campionati del mondo indoor 2014 |

### La stagione
Prima di questa gara, gli atleti con le migliori tre prestazioni dell'anno erano:
| Pos. | Atleta                    | Prestazione | Data e luogo                           |
| ---- | ------------------------- | ----------- | -------------------------------------- |
| 1    | Jennifer Suhr Stati Uniti | 5,03        | 30 gennaio 2016 Brockport, Stati Uniti |
| 2    | Katerina Stefanidi Grecia | 4,90        | 20 febbraio 2024 New York, Stati Uniti |
| 3    | Demi Payne Stati Uniti    | 4,90        | 20 febbraio 2024 New York, Stati Uniti |

## Risultati
La finale è cominciata alle 19:05
| Pos | Atleta                 | Nazionalità   | 4,35 | 4,50 | 4,60 | 4,70 | 4,75 | 4,80 | 4,85 | 4,90 | 4,95 | Risultato | Note             |
| --- | ---------------------- | ------------- | ---- | ---- | ---- | ---- | ---- | ---- | ---- | ---- | ---- | --------- | ---------------- |
| 1   | Jennifer Suhr          | Stati Uniti   | –    | –    | o    | –    | o    | –    | o    | o    |      | 4,90      |                  |
| 2   | Sandi Morris           | Stati Uniti   | –    | o    | o    | o    | xo   | o    | o    | xx–  | x    | 4,85      |                  |
| 3   | Katerina Stefanidi     | Grecia        | –    | o    | o    | o    | o    | o    | x–   | xx   |      | 4,80      |                  |
| 4   | Nicole Büchler         | Svizzera      | –    | o    | xxo  | xxo  | xx-  | o    | x–   | xx   |      | 4,80      | Record nazionale |
| 5   | Eliza McCartney        | Nuova Zelanda | –    | o    | –    | xo   | –    | xxx  |      |      |      | 4,70      | Record nazionale |
| 6   | Fabiana Murer          | Brasile       | –    | o    | o    | xxx  |      |      |      |      |      | 4,60      |                  |
| 6   | Nikoleta Kyriakopoulou | Grecia        | –    | o    | o    | xxx  |      |      |      |      |      | 4,60      |                  |
| 8   | Romana Maláčová        | Rep. Ceca     | xo   | o    | xxx  |      |      |      |      |      |      | 4,50      |                  |
| -   | Marta Onofre           | Portogallo    | xxx  |      |      |      |      |      |      |      |      | nm        |                  |
| -   | Alana Boyd             | Australia     |      |      |      |      |      |      |      |      |      | dns       |                  |